# Oliveira do Castelo
Oliveira do Castelo é uma povoação portuguesa do município de Guimarães, com 0,69 km² de área e 3 265 habitantes (2011). A sua densidade populacional é de 4 731,9 hab./km².
Foi sede de uma freguesia extinta em 2013, no âmbito de uma reforma administrativa nacional, para, em conjunto com São Paio e São Sebastião, formar uma nova freguesia denominada União das Freguesias de Oliveira, São Paio e São Sebastião com a sede na Alameda de São Dâmaso em Guimarães.

## Património
- Antigos Paços do Concelho de Guimarães (antigos Paços Municipais)
- Igreja de Nossa Senhora da Oliveira ou Igreja da Colegiada de Guimarães[5]
- Padrão Comemorativo da Batalha do Salado ou Padrão de Nossa Senhora da Vitória
- Castelo de Guimarães[6]
- Igreja de São Miguel do Castelo ou Capela de São Miguel do Castelo[7]
- Paço dos Duques de Bragança[8]
- Casa do Carmo (Guimarães - dos Condes de Margaride
- Cruzeiro de Nossa Senhora da Guia (cruzeiro manuelino junto ao Museu Regional de Alberto Sampaio)
- Muralhas de Guimarães
- Casa das Rótulas
- Casa dos Laranjais
- Capela de Santa Cruz
- Casa dos Lobos Machados

## População
| População da freguesia de Guimarães (Oliveira do Castelo) (1864 – 2011) | População da freguesia de Guimarães (Oliveira do Castelo) (1864 – 2011) | População da freguesia de Guimarães (Oliveira do Castelo) (1864 – 2011) | População da freguesia de Guimarães (Oliveira do Castelo) (1864 – 2011) | População da freguesia de Guimarães (Oliveira do Castelo) (1864 – 2011) | População da freguesia de Guimarães (Oliveira do Castelo) (1864 – 2011) | População da freguesia de Guimarães (Oliveira do Castelo) (1864 – 2011) | População da freguesia de Guimarães (Oliveira do Castelo) (1864 – 2011) | População da freguesia de Guimarães (Oliveira do Castelo) (1864 – 2011) | População da freguesia de Guimarães (Oliveira do Castelo) (1864 – 2011) | População da freguesia de Guimarães (Oliveira do Castelo) (1864 – 2011) | População da freguesia de Guimarães (Oliveira do Castelo) (1864 – 2011) | População da freguesia de Guimarães (Oliveira do Castelo) (1864 – 2011) | População da freguesia de Guimarães (Oliveira do Castelo) (1864 – 2011) | População da freguesia de Guimarães (Oliveira do Castelo) (1864 – 2011) |
| ----------------------------------------------------------------------- | ----------------------------------------------------------------------- | ----------------------------------------------------------------------- | ----------------------------------------------------------------------- | ----------------------------------------------------------------------- | ----------------------------------------------------------------------- | ----------------------------------------------------------------------- | ----------------------------------------------------------------------- | ----------------------------------------------------------------------- | ----------------------------------------------------------------------- | ----------------------------------------------------------------------- | ----------------------------------------------------------------------- | ----------------------------------------------------------------------- | ----------------------------------------------------------------------- | ----------------------------------------------------------------------- |
| 1864                                                                    | 1878                                                                    | 1890                                                                    | 1900                                                                    | 1911                                                                    | 1920                                                                    | 1930                                                                    | 1940                                                                    | 1950                                                                    | 1960                                                                    | 1970                                                                    | 1981                                                                    | 1991                                                                    | 2001                                                                    | 2011                                                                    |
| 3 400                                                                   | 3 626                                                                   | 3 718                                                                   | 4 084                                                                   | 4 278                                                                   | 3 926                                                                   | 4 324                                                                   | 4 905                                                                   | 5 408                                                                   | 5 501                                                                   | 4 579                                                                   | 4 887                                                                   | 3 687                                                                   | 3 448                                                                   | 3 265                                                                   |

## Resultados eleitorais para a Junta de Freguesia
| Partidos     | %    | M    | %    | M    | %    | M    | %    | M    | %    | M    | %    | M    | %    | M    | %    | M    | %    | M    | %    | M    |
| Partidos     | 1976 | 1976 | 1979 | 1979 | 1982 | 1982 | 1985 | 1985 | 1989 | 1989 | 1993 | 1993 | 1997 | 1997 | 2001 | 2001 | 2005 | 2005 | 2009 | 2009 |
| ------------ | ---- | ---- | ---- | ---- | ---- | ---- | ---- | ---- | ---- | ---- | ---- | ---- | ---- | ---- | ---- | ---- | ---- | ---- | ---- | ---- |
| CDS-PP       | 31,3 | 3    |      |      |      |      | 20,0 | 2    | 13,3 | 1    | 9,7  | 1    | 7,7  |      | 7,7  |      | 6,3  |      | 10,9 | 1    |
| PS           | 29,9 | 3    | 31,2 | 4    | 35,9 | 5    | 30,1 | 3    | 39,3 | 4    | 42,7 | 4    | 43,2 | 5    | 40,1 | 4    | 38,4 | 4    | 32,4 | 3    |
| PPD/PSD      | 20,7 | 2    |      |      |      |      | 37,6 | 4    | 37,6 | 4    | 36,2 | 4    | 33,5 | 3    | 38,8 | 4    | 38,9 | 4    | 44,0 | 4    |
| FEPU/APU/CDU | 11,8 | 1    | 15,3 | 2    | 12,3 | 1    | 9,1  |      | 6,9  |      | 7,9  |      | 11,5 | 1    | 9,5  | 1    | 11,5 | 1    | 9,3  | 1    |
| AD           |      |      | 53,5 | 7    | 49,5 | 7    |      |      |      |      |      |      |      |      |      |      |      |      |      |      |